# Список каменів на Марсі

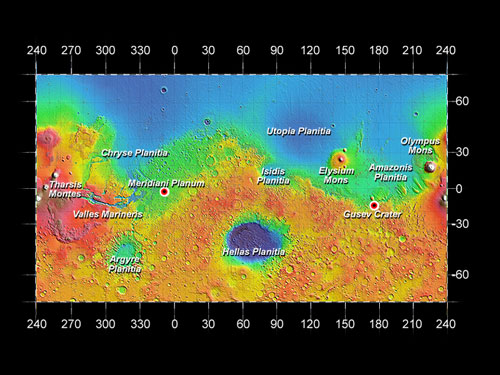
Карта Марса містить місця посадок всіх дослідницьких апаратів, за допомогою яких були виявлені ті чи інші камені.

Список каменів на Марсі — список назв каменів (і метеоритів), знайдених на Марсі, по місіях. У цей список не включені марсіанські метеорити, знайдені на Землі.
Назви, що даються марсіанським каменям, в основному не офіційні, а використовуються дослідниками для зручності. За заявою Міжнародного астрономічного союзу, планетна номенклатура говорить про те, що об'єкти, чиї розміри не перевищують 100 м, не отримуватимуть офіційні назви. Через це менш габаритним каменям, що вивчаються по знімках марсоходів, давалися повторні назви більше одного разу, не обходилося і без конфліктів — деякі назви збігалися з офіційними. Найчастіше камені називалися на честь дітей, співробітників або членів сімей астронавтів НАСА. Назву «Джеззі», наприклад, було взято у дівчини на ім'я Джеззі, яка виросла в місті Гранд Джанкшен, штат Колорадо, США. Її батько працював у НАСА і робив свій внесок у дослідження та найменування каменів.
Національне управління з повітроплавання і дослідженню космічного простору США (NASA) забезпечує стереоскопічне зображення марсіанського рельєфу. Зокрема, оприлюднено таке зображення кам'янистого пагорба на поверхні Марса Faillefeu

## 1976 —Програма «Вікінг»: спускові апарати «Вікінг-1» і «Вікінг-2»
Див. також: Програма «Вікінг»
Спусковий апарат «Вікінг-1»: Останній зв'язок із Землею — 11 листопада 1982 року.
Спусковий апарат «Вікінг-2»: Останній зв'язок із Землею — 11 квітня 1980.
- Біг Джо
- Бонневіль
- Дельта
- Мідас Муффлер
- Мр. Баджер
- Мр. Молі
- Мр. Рет
- Мр. Тод
- Патч

|                                                                   |                                                            |                                                             |                                                              |
| Камінь Біг Джо (лівіше центру), фото «Вікінг-1» (11 лютого 1978). | Камені на Марсі, зафіксовані «Вікінгом-1» (21 липня 1976). | Камені на Марсі, зафіксовані «Вікінгом-2» (5 вересня 1976). | Камені на Марсі, зафіксовані «Вікінгом-2» (25 вересня 1977). |

## 1997 — марсохід «Соджорнер» (програмаMars Pathfinder)
Марсохід «Соджорнер»: Останній зв'язок із Землею — 27 вересня 1997.
- Антхілл
- Авто
- Бебі Оттер
- Бама
- Бам Бам
- Бернес Білл
- Барсум
- Баскет
- Бібоб
- Блекхавк
- Боско
- Бук Шелф
- Бубу
- Бойлі
- Брак
- Брик
- Брокен Веллі
- Баг
- Буллвінкі
- Банкі
- Каббедж Патч
- Кальвін
- Кердіак Гілл
- Каспер
- Чімп
- Кламк
- Контр
- Кочь
- Крадл
- Дарт Вейдер
- Десерт Принсесс
- Ділберта
- Ділбертс Бос
- Догберт
- Драгон
- Дак
- Ендер
- Елвіс
- Флет Топ
- Фліппер
- Флат Топ
- Фрог
- Фроггі
- Гарфілд
- Гарібалді
- Гаррак
- Джорді
- Джинджер
- Голділокс
- Гусс
- Гослінг
- Гранд-М
- Гріззлі
- Громміт
- Гамбі
- Хелфа Дом
- Хемстер
- Хассок
- Хардстоп
- Хеджхог
- Хіро
- Хіппо
- Хоббс
- Хомер
- Хоппе
- Іггі
- Ігуана
- Ідніана Джонс
- Джеілхаус
- Дженвей
- Джеззі
- Джеді
- Джимі Крикет
- Кіттен
- Лемб
- Лендон
- Літтл Флет Топ
- Лонгхорн
- Лукаут
- Лозендж
- Лампі
- Ланчбокс
- Мефальда
- Марвін зе Мартін
- Меттехорн
- Меса
- Міні
- Мінт Джелепов
- Мої
- Мохавк
- Маус
- Мр. Мол
- Ніббліс
- Нігель
- Обеліск
- Оттер
- Пенкейк
- Паз
- Пенгуин
- Пікнік
- Піглет
- Пінкі
- Піноккіо
- Піпер
- Платіпус
- Покі
- Пузбір
- Поптат
- Потейто
- Пампкін
- Пірамід
- Пірамід Поінт
- Ретберт
- Рен
- Рокі
- Роллінг Стогін
- Рі Бред
- Сендворм
- Сардін
- Сассафрас
- Сіавулф
- Скубі-Ду
- Худоба
- Шегги
- Шарк
- Сімба
- Сазіф
- Смідген
- Снупі
- Снові
- Снукамс
- Суфле
- Сквош
- Сквіз
- Спейс Чост
- Спок
- Спад
- Стек
- Стімпі
- Стріп
- Стамп
- Сулу
- Т. Рекс
- Дайс
- Тік
- Тигра
- Тітус
- Трупер
- Троль
- Торрес
- Тартл
- Твік
- Велентайн
- Варзог
- Віджі
- Вуді
- Йоги
- Запход
- Зоракі
- Зуччіні

|                                                                             |                                                                   |                                                             |
| Камінь «Бернес Білл» на Марсі - близько лівого борту марсохода «Соджорнер». | Камінь «Йоги» (в колі) на Марсі - поруч з марсоходом «Соджорнер». | Камінь «Йоги» на Марсі - вивчається марсоходом «Соджорнер». |

## 2004 — марсохід «Спірит» (MER-A)
Марсохід «Спірит»: Останній зв'язок із Землею - 22 березня 2010 року.
- Абоа
- Адирондак
- Аллан Гіллс
- Арктовскі
- Белгранд
- Бред-Баскет
- Касі Стейшн
- Кастилія
- Чанчен
- Чивіні
- Кловіс
- Коба
- Ласт Ченс
- Кобра Худс
- Конкордіа
- Дейвіс
- Дружна
- Ебенезер
- Ель Дорадо
- Есперанза
- Фагет
- Феррас
- Гарручага
- Гюслега
- Халл
- Домашнє плато
- Хамфрі
- Джуан Карлос
- Джубанов
- Кінг Джердж Айлендс
- Конен
- Корольов
- Маккуорі
- Меджик Карпет
- Марамба
- Мазатзал
- Мельхіор
- Мімі
- Молодіжні
- Монталва
- Обези
- Про Хіггінс
- Оркадас
- Горщик із золотом
- Прат
- Примеро
- Рікельме
- Сан Мартін
- Сашими
- Скотт Бейс
- Сечжон
- Сігне
- Собрел
- Стогін Коунсіл
- Суші
- Телта
- Тор
- Тирон
- Вернадський
- Схід
- Васа
- Вайт Боат
- Вішстон
- Зонг Шен

|                                                                |                                                           |                                                                        |
| Камінь «Адирондак» на Марсі, відображений марсоходом «Спірит». | Камінь «Мімі» на Марсі, відображений марсоходом «Спірит». | Камінь «Горщик із золотом» на Марсі, відображений марсоходом «Спірит». |

## 2008 — спусковий апарат «Фенікс»
Спусковий апарат «Фенікс»: Останній зв'язок із Землею - 2 листопада 2008.
- Бебі Бой
- Берн Еліве
- Берн Еліве 3
- Кодо
- Голділокс
- Лоуер Капбод
- Мама Бір
- Неверленд
- Папа Бір
- Росі Ред 2
- Росі Ред 3
- Раневей
- Білий сніг
- Стон Соуп
- Уппер Капбод

## 2012 — марсохід «Кьюріосіті» («Марсіанська наукова лабораторія»)
Марсохід «Кьюріосіті» —  функціонує.
- Батерст-Інлет
- Коронація
- Хрест
- Хрест Аурум
- Еквірії-1
- Ет-Зен
- Гіллеспі
- Гіллеспі лейк
- Голберн
- Хотта
- Джейк Матієвич
- Батерст-Інлет
- Джон Кляйн-A / B / C
- Кнорр[2]
- Лінк
- Поінт Лейк
- Портейдж[3]
- Рокнест
- Рокнест 3[4]
- Рапітан
- Сайюні
- Селвін
- Шалер[5][6]
- Шипбед
- Зміїна річка[7]
- Саттон Інлаер
- Тінтіна[2][8]
- Безіменний-01
- Вернеке[2]
- Йєллоунайф Бей

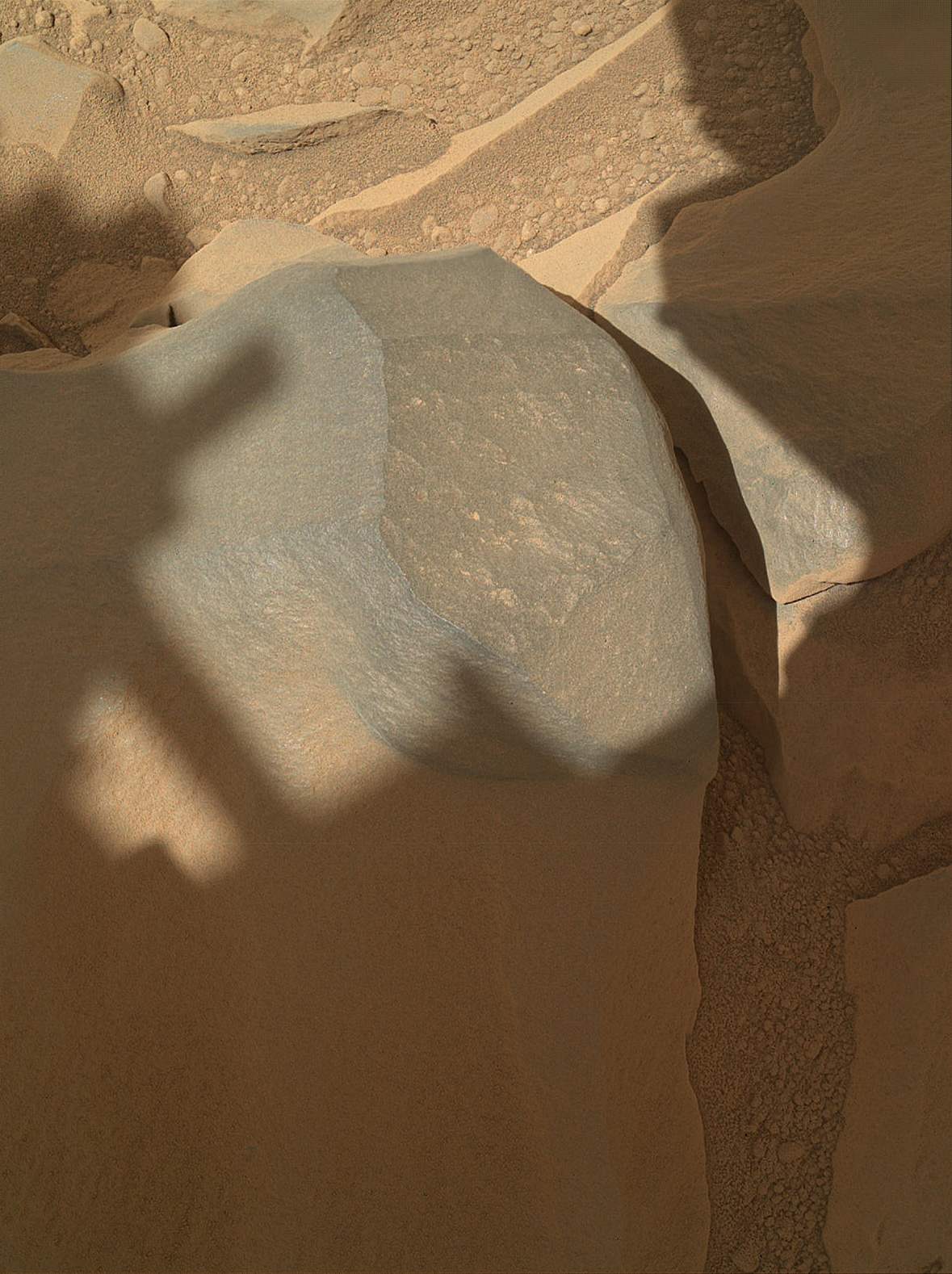
Камінь «Батерст Інлет» на Марсі, відображений камерою MAHLI, що знаходиться на борту марсоходу «К'юріосіті»(30 вересня 2012).
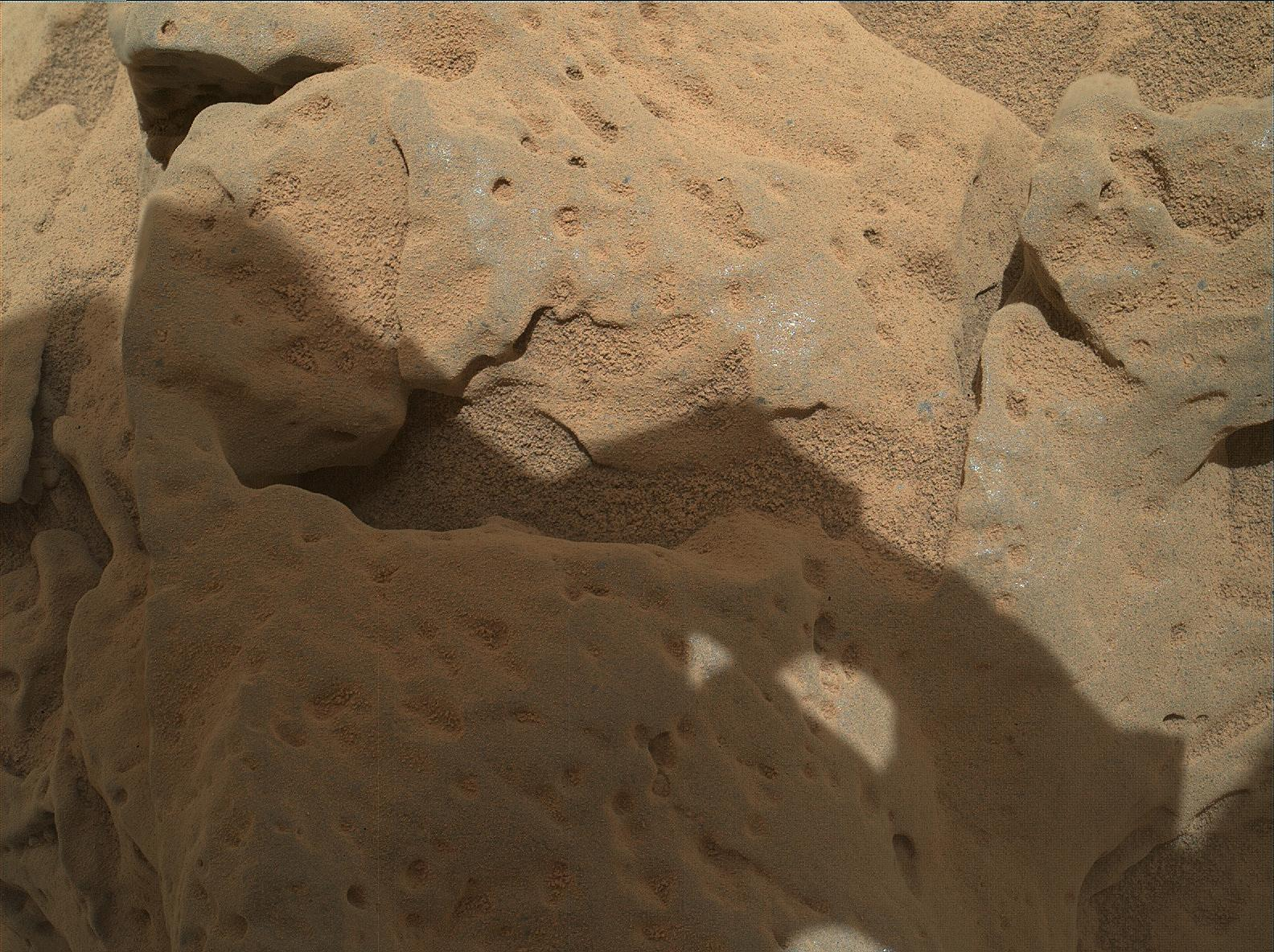
Камінь «Беруош» на Марсі, відображений камерою MAHLI, що знаходиться на борту марсоходу «К'юріосіті» (29 жовтня 2012).
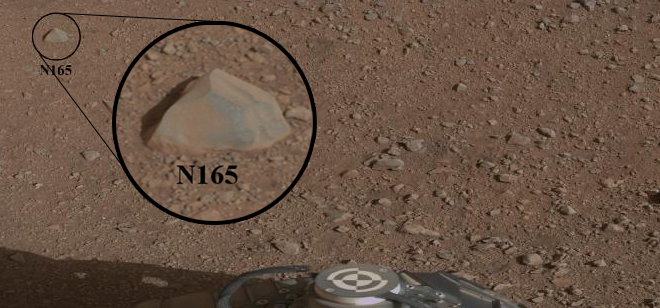
Камінь «Коронація» на Марсі — первша мішень лазерного спектрометра ChamCam, що знаходиться на борту марсоходу «К'юріосіті» (19 серпня 2012).
Жменя піску «Крестаурум» на Марсі - до і після «пострілу» лазерного спектрометра ChamCam, що знаходиться на борту марсоходу «К'юріосіті» (20 жовтня 2012)}}.
Камінь «Еквір-1» на Марсі - до і після чищення щіткою, що знаходиться на борту марсоходу «К'юріосіті» (6 січня 2013).
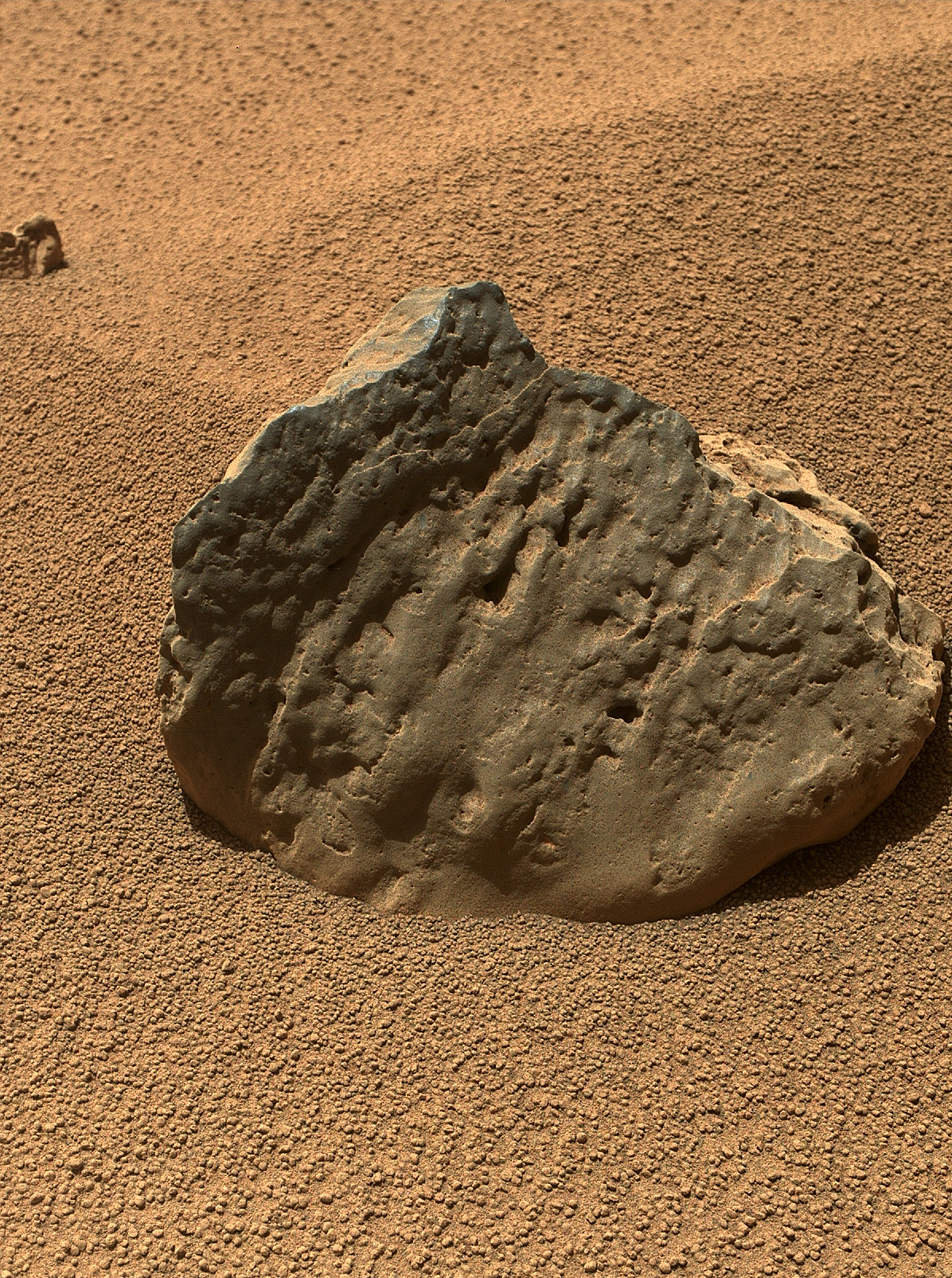
Камінь «Ет-Цен» на Марсі, відображений камерою MAHLI, що знаходиться на борту марсоходу «К'юріосіті» (29 жовтня 2012).
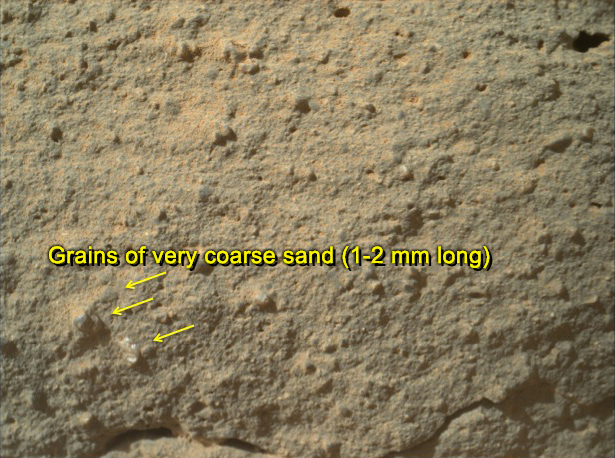
Ділянка каменю «Гіллеспі лейк» на Марсі, відображений камерою MAHLI, що знаходиться на борту марсоходу «К'юріосіті» (19 грудня 2012).
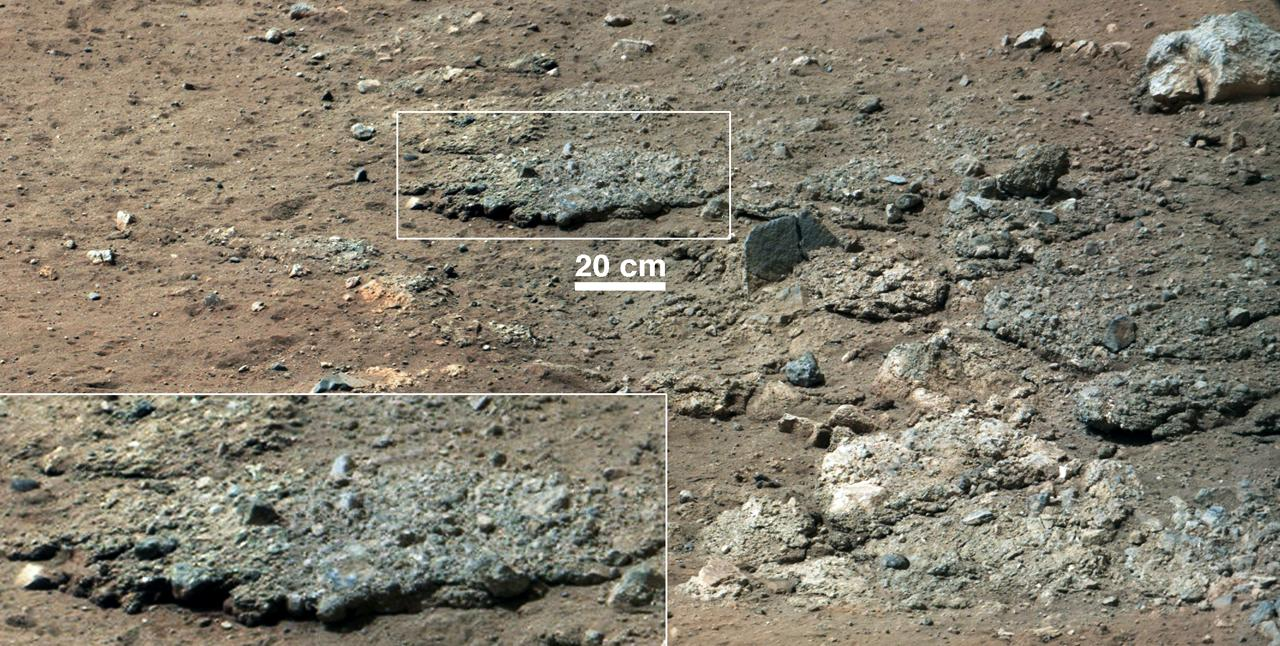
Гірське оголення «Голберн» - давнє русло річки, вивчене марсоходом «К'юріосіті» (17 серпня 2012).
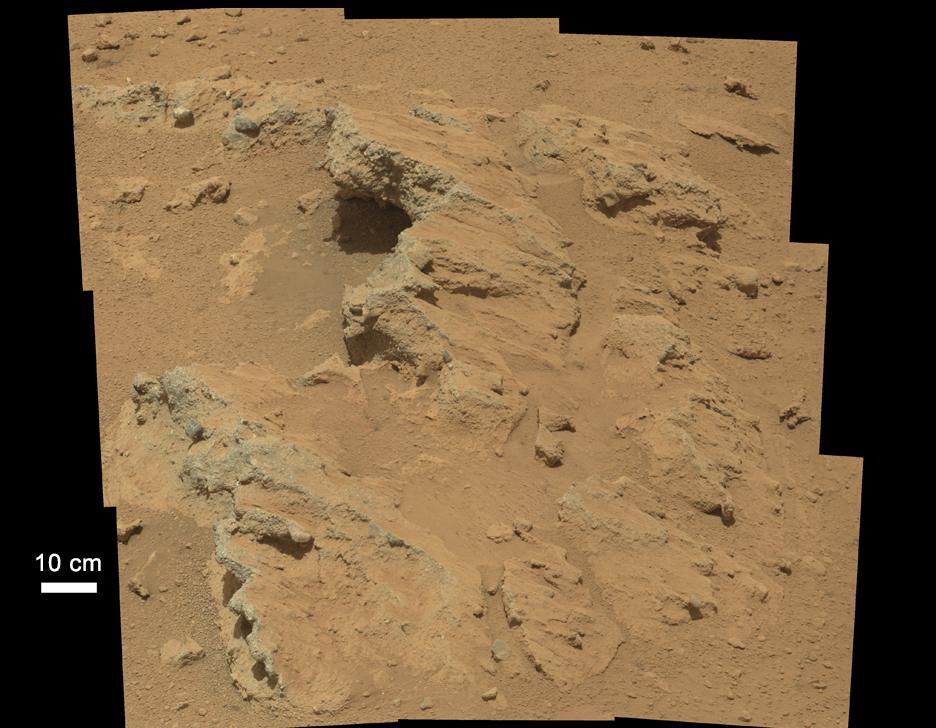
Гірське оголення «Хотта» на Марсі - стародавнє русло річки, вивчене марсоходом «К'юріосіті» (14 вересня 2012).
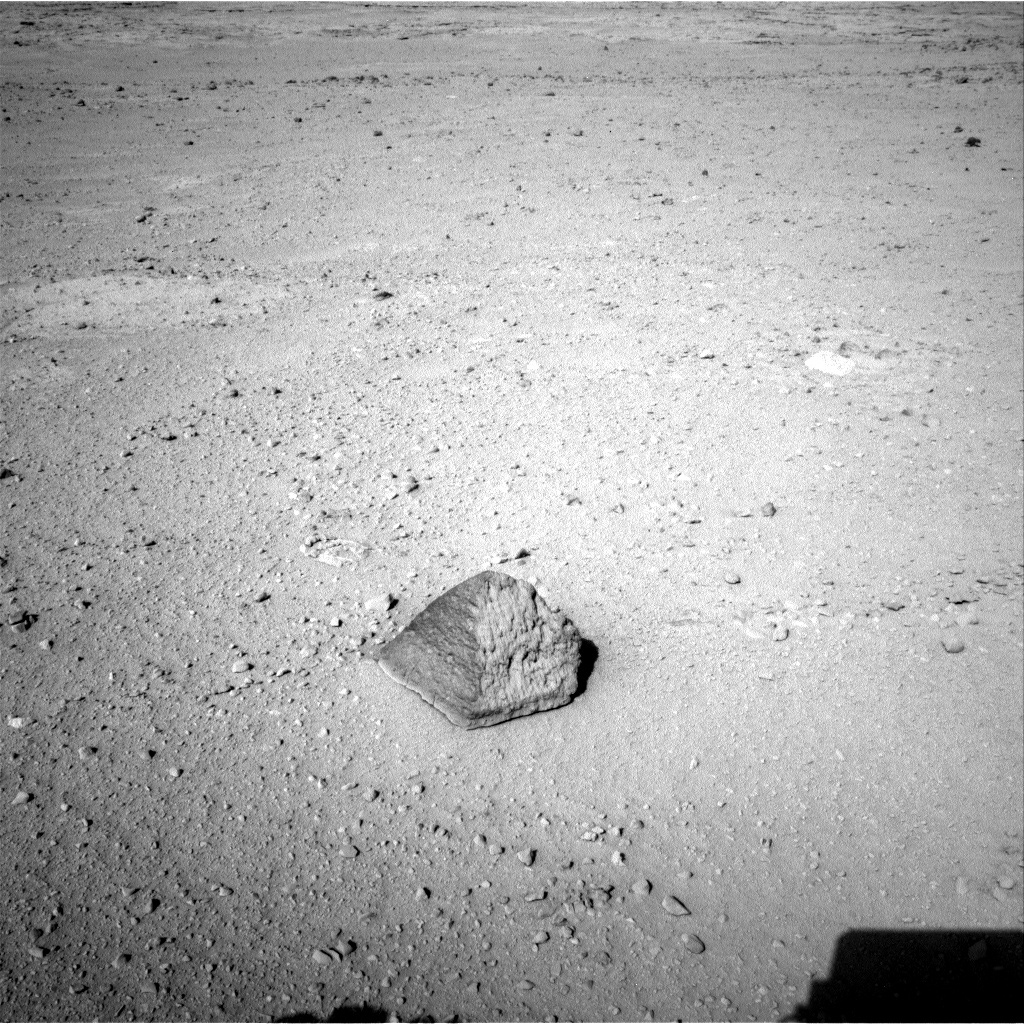
Камінь  «Джейк Матієвич» на Марсі - головна мета випробувань інструментів марсоходу «К'юріосіті» (19 вересня 2012).
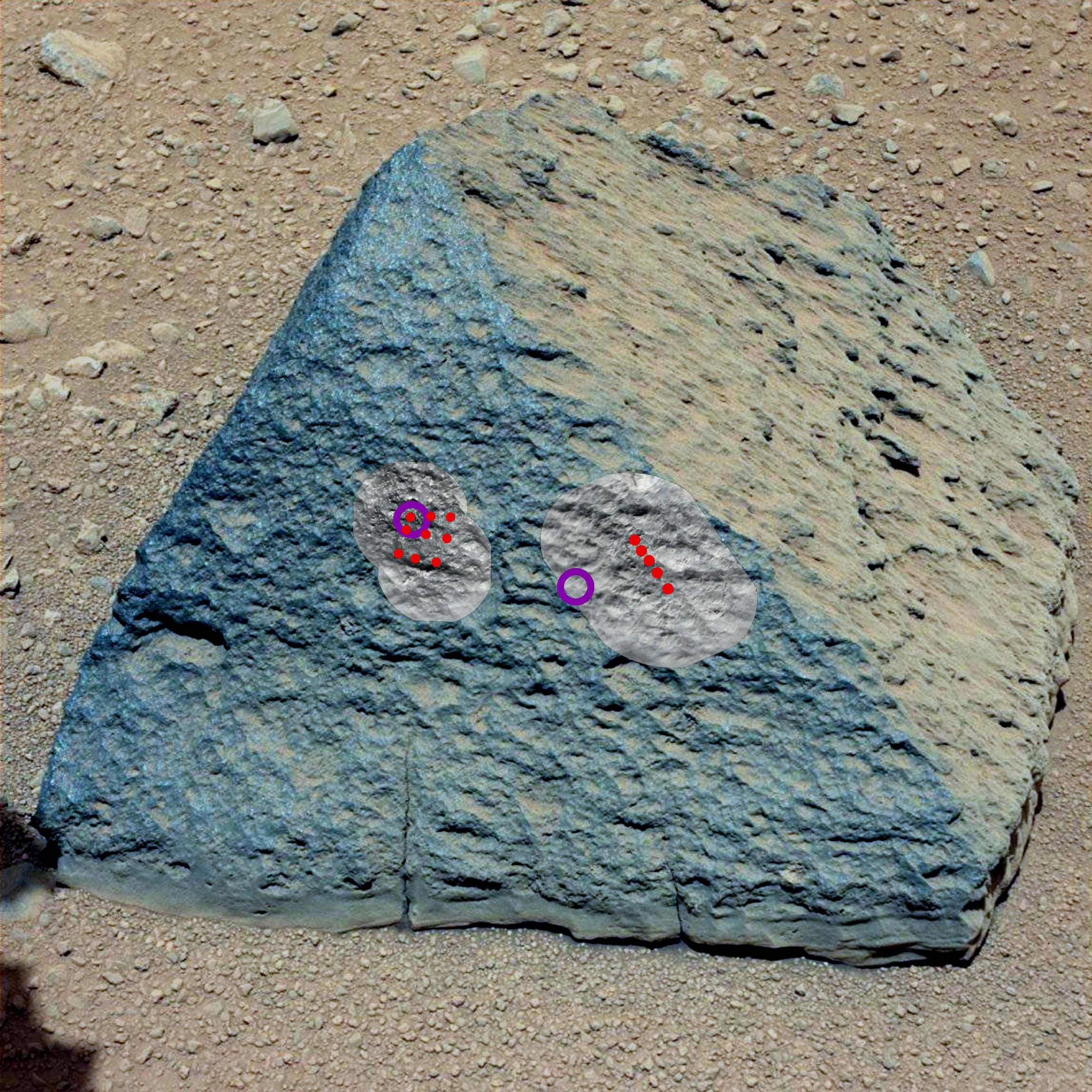
Камінь  «Джейк Матієвич» на Марсі — мета вивчення спектрометра APSX і камери ChemCam, що знаходиться на борту марсоходу «К'юріосіті» (22 вересня 2012).
Гірське оголення  «Джон Кляйн-A/B/C» на Марсі — близько марсохода «К'юріосіті», перше місце буріння (25 грудня 2012).
Камінь «Джон Кляйн» після першого тестового буріння марсоходом «К'юріосіті» (6 лютого 2013)}}.
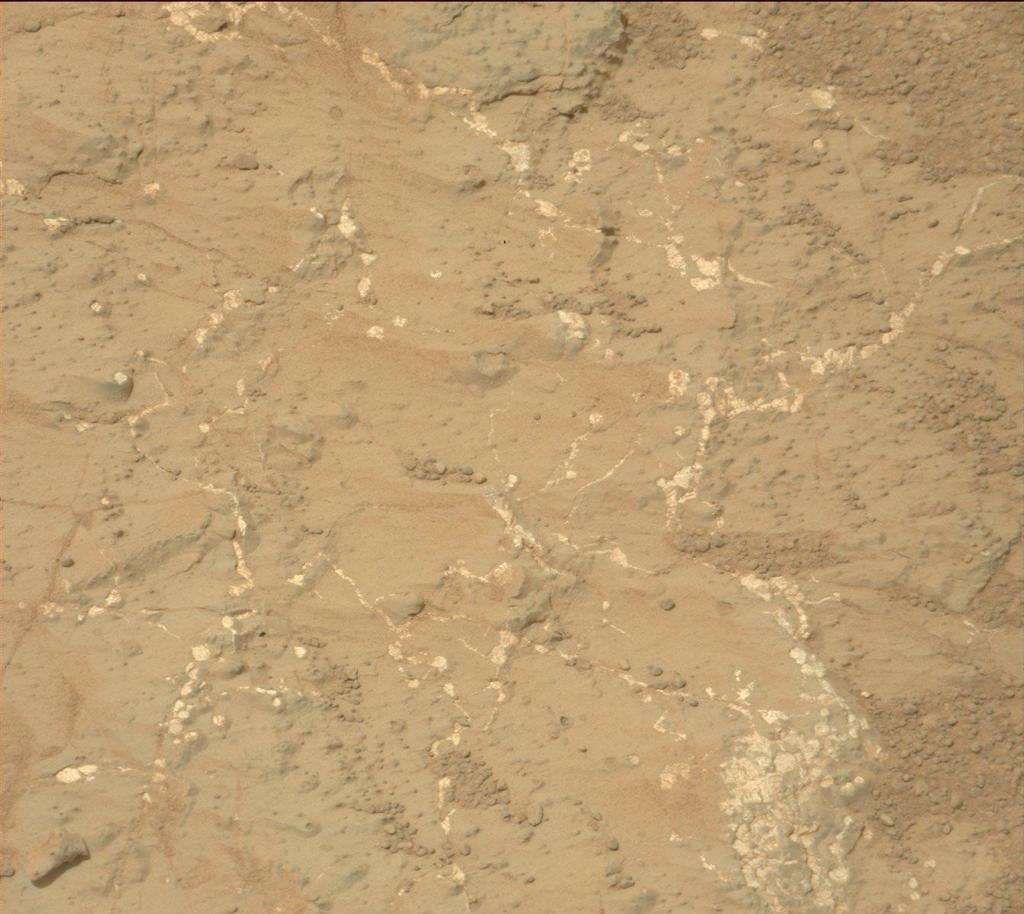
Осадові породи «Кнорр» на Марсі, зафіксовані камерою MastCam, що знаходиться на борту марсохода «К'юріосіті» (20 грудня 2012).
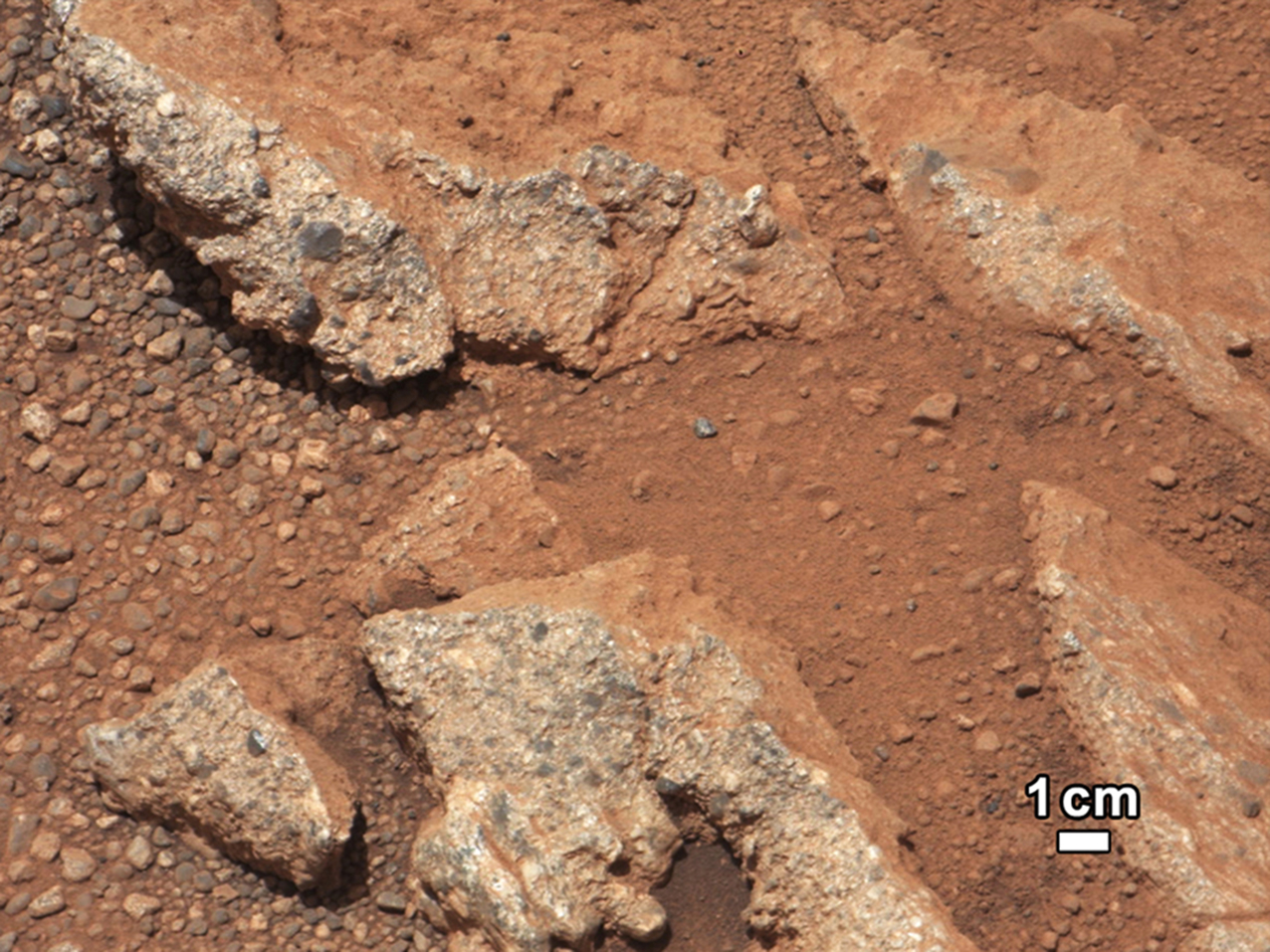
Гірське оголення «Лінк» на Марсі - стародавнє русло річки, вивчене марсоходом «К'юріосіті» (2 вересня 2012).
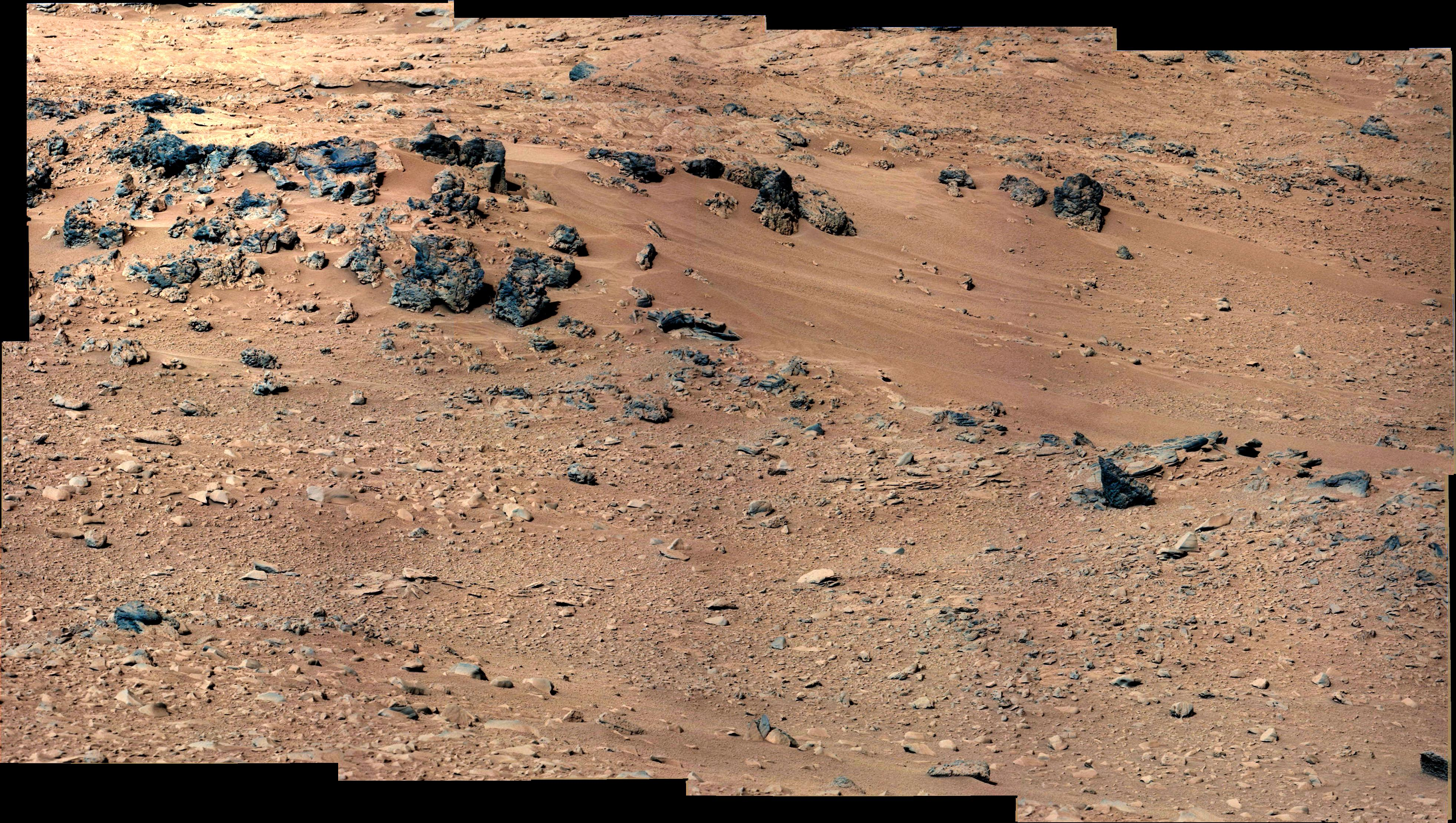
Піщані дюни «Рокнест» на Марсі — перше місце використання совка «К'юріосіті», для забору марсіанського ґрунту (28 вересня 2012).
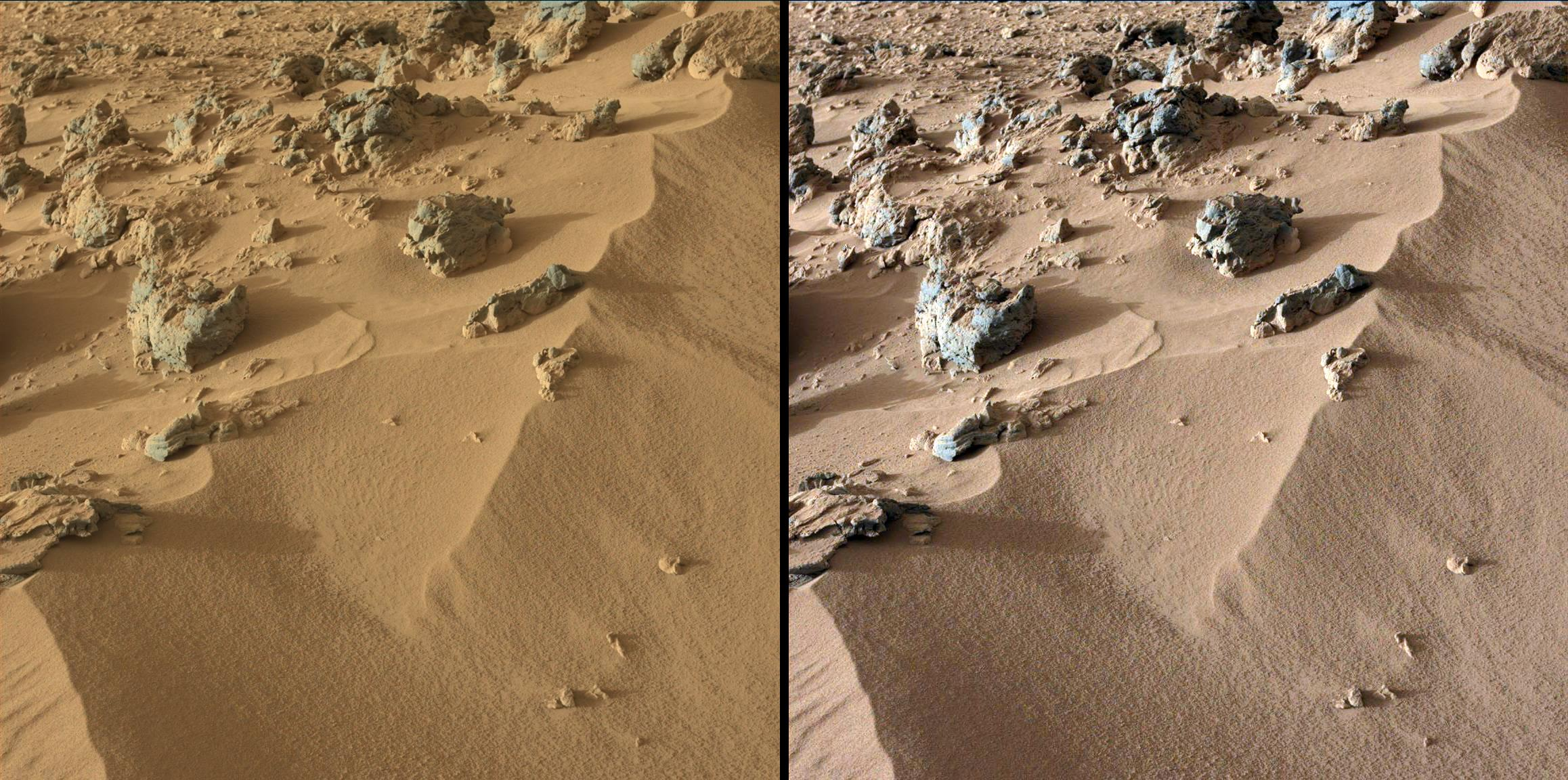
Піщані дюни «Рокнест» на Марсі — перше місце проведення рентгенівського аналізу марсіанського ґрунту «К'юріосіті» (30 жовтня 2012).
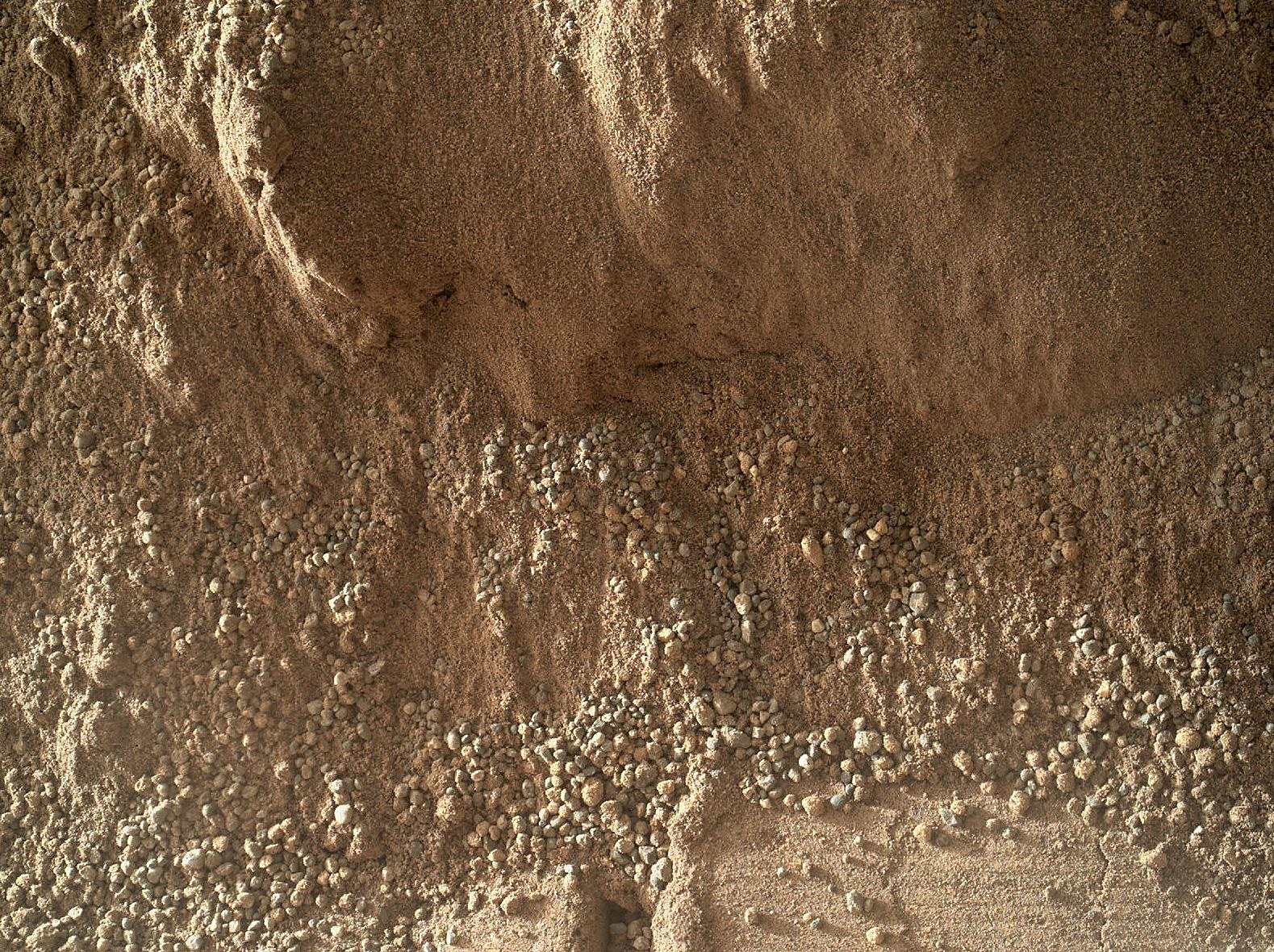
Пісок дюн «Рокнест», зображений камерою MAHLI, що знаходиться на борту марсохода «К'юріосіті» (4 жовтня 2012).
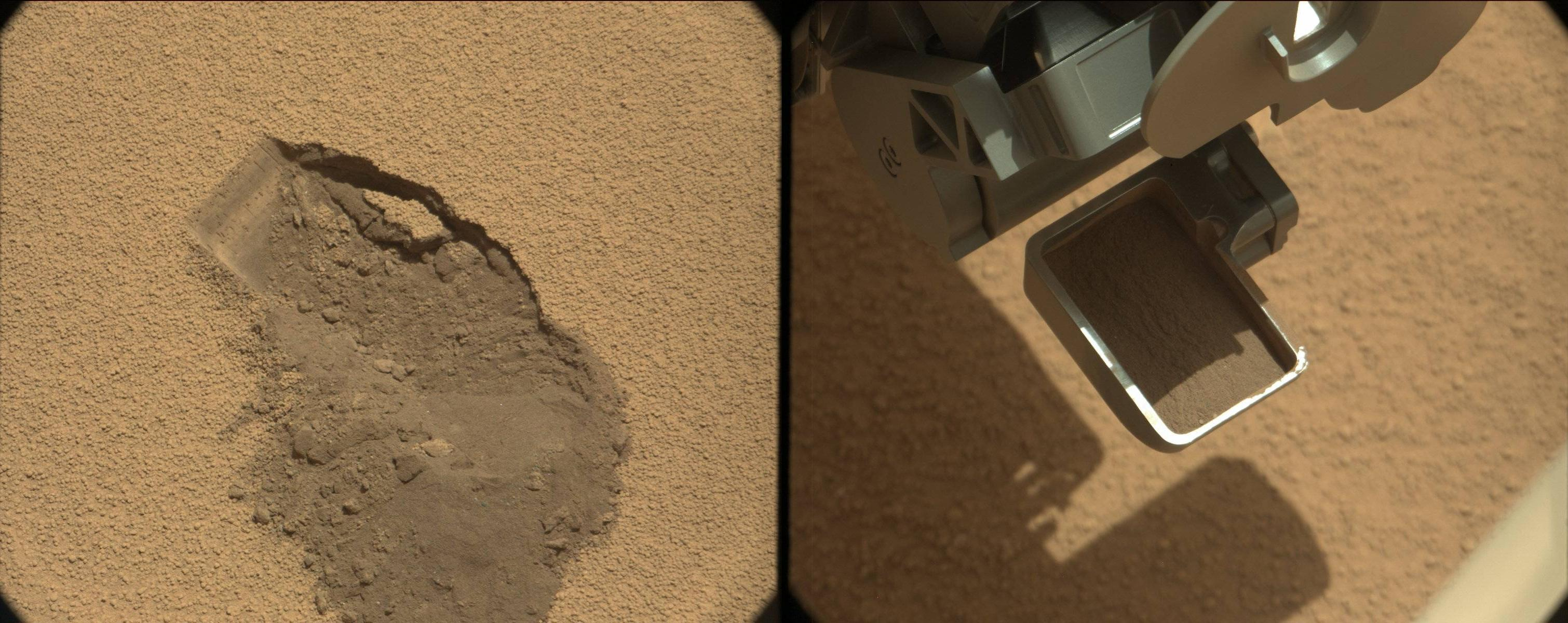
Забір і просіювання ґрунту на одній з піщаних дюн «Рокнест», за допомогою ковша і вібратора «К'юріосіті» (7 жовтня 2012).
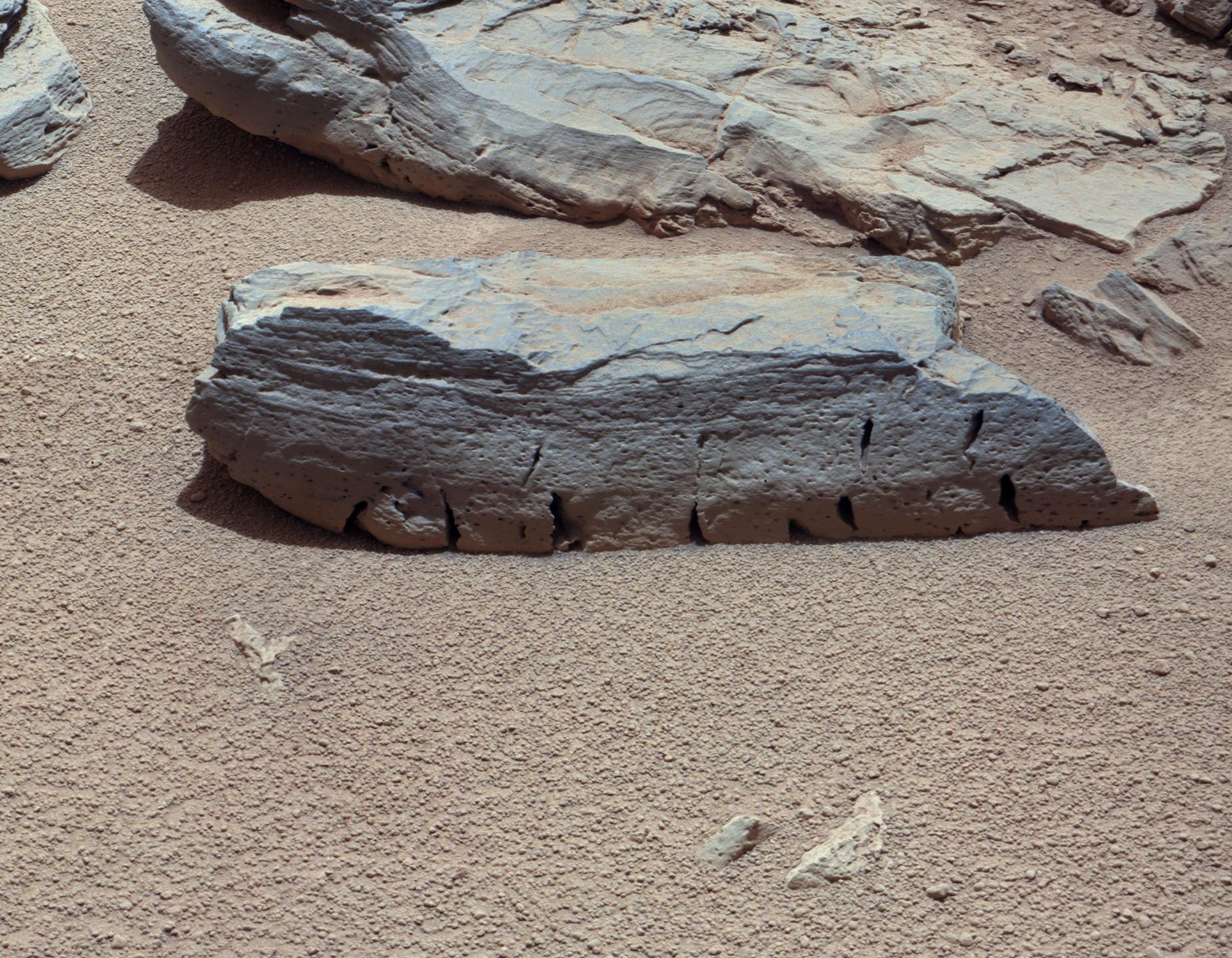
Камінь «Рокнест 3» на Марсі, відображений камерою MastCam, що знаходиться на борту марсохода «К'юріосіті» (5 жовтня 2012).
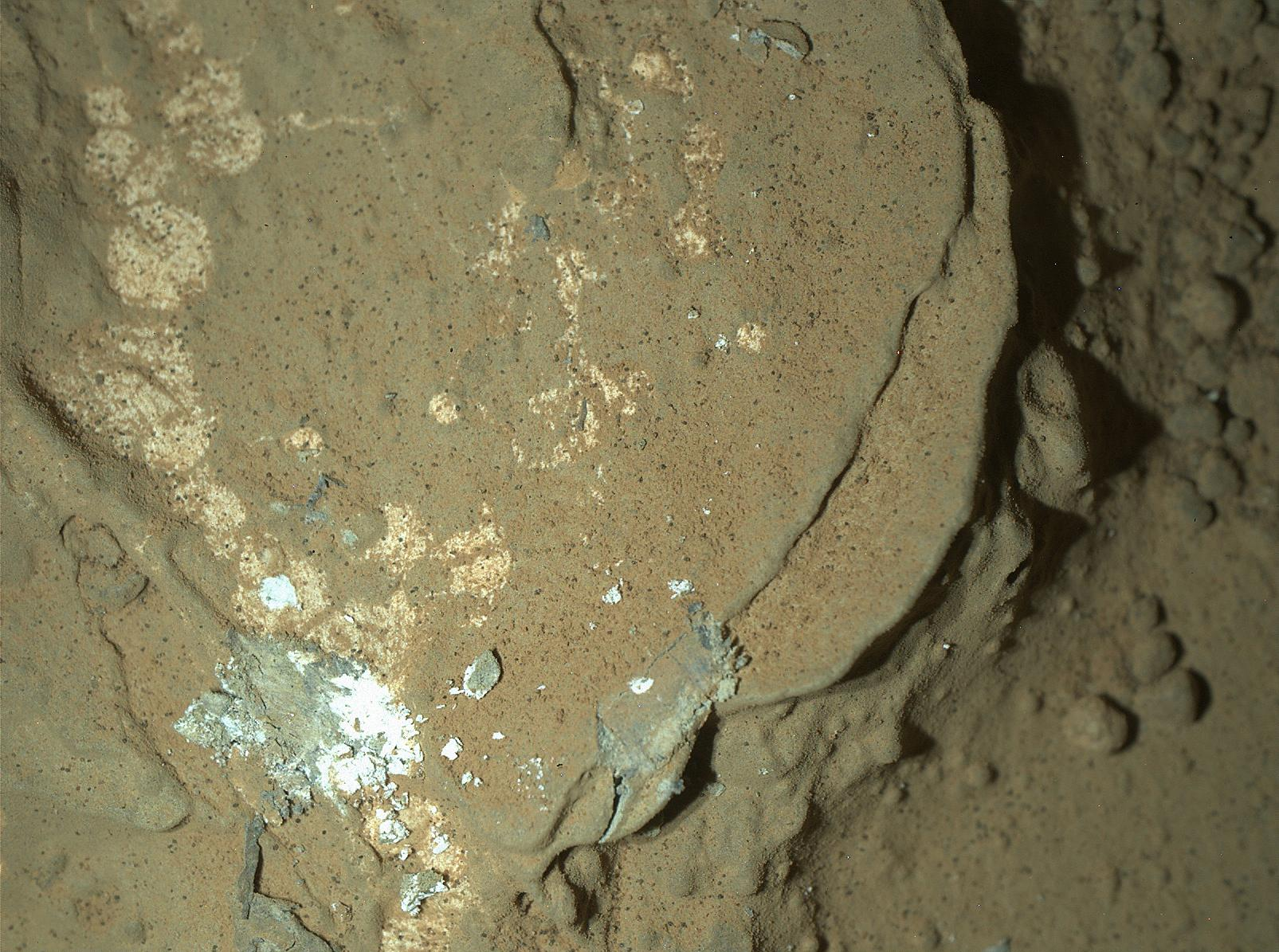
Камінь «Сайюні» вночі на Марсі, відображений камерою MAHLI за допомогою підсвічування, марсохід «К'юріосіті» (22 січня 2013).
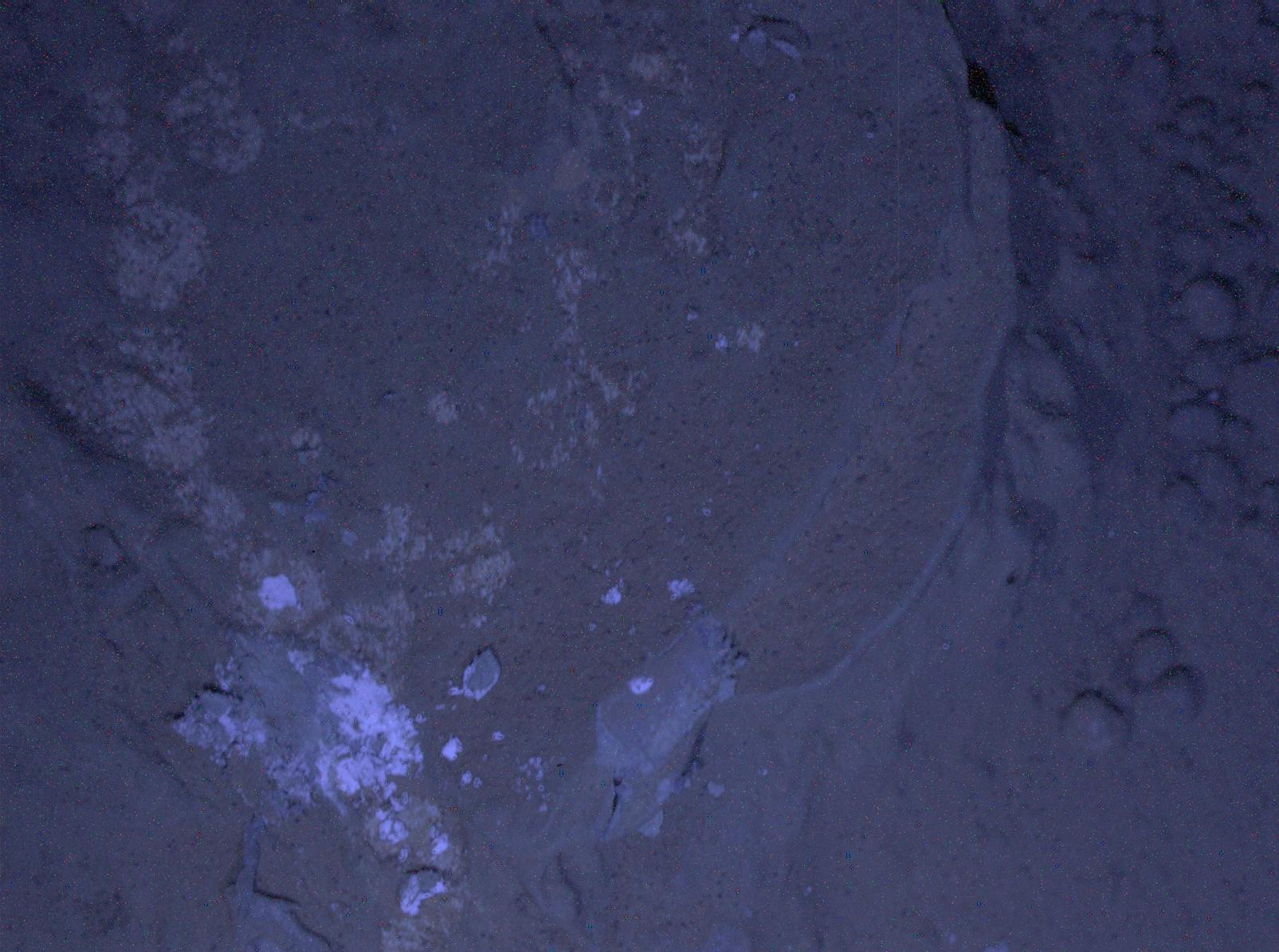
Камінь «Сайюні» вночі на Марсі, відображений камерою MAHLI за допомогою ультрафіолетової підсвічування, марсохід «К'юріосіті» (22 січня 2013).
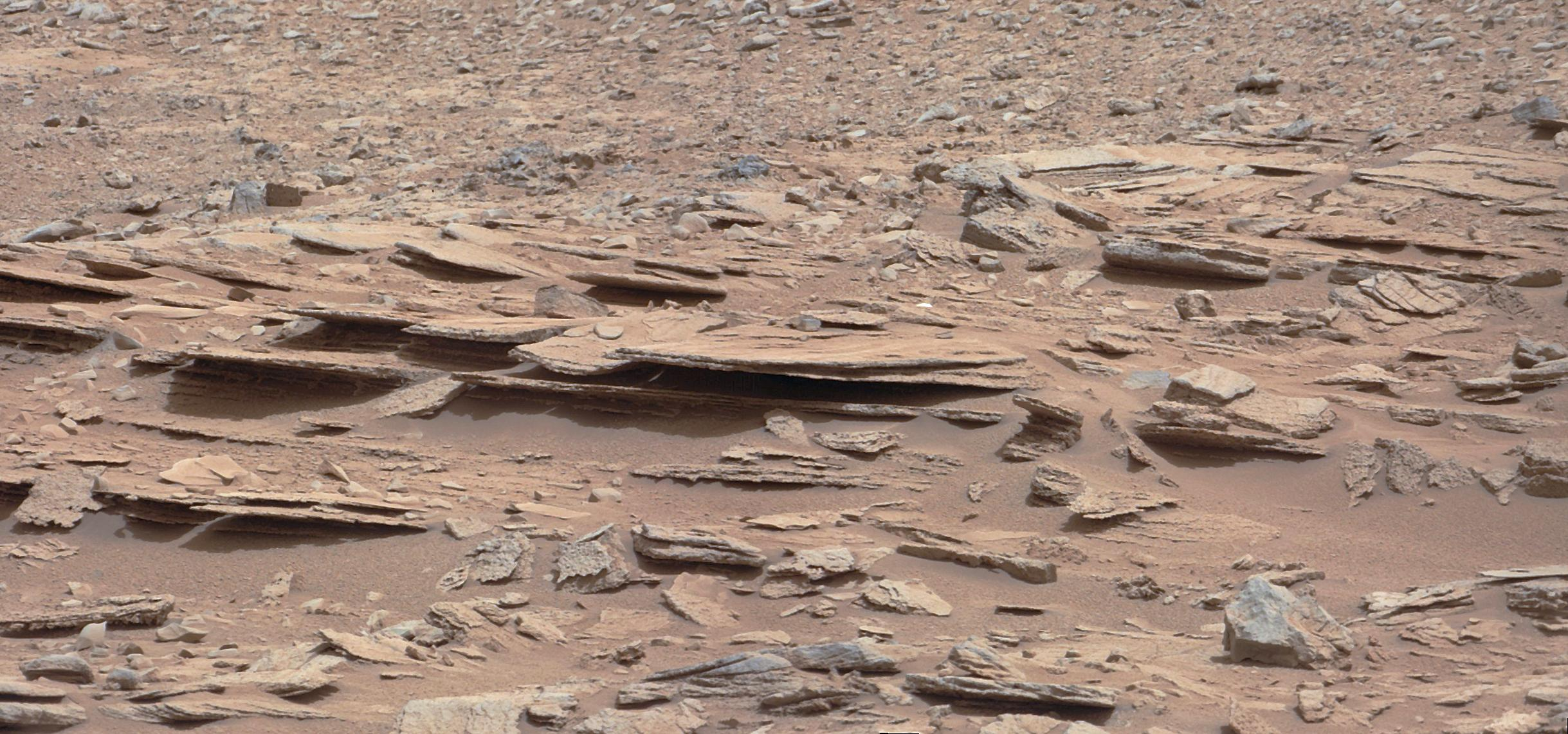
Гірське оголення «Шалёр» на Марсі, відображене камерою MastCam, що знаходиться на борту марсохода «К'юріосіті» (7 грудня 2012).
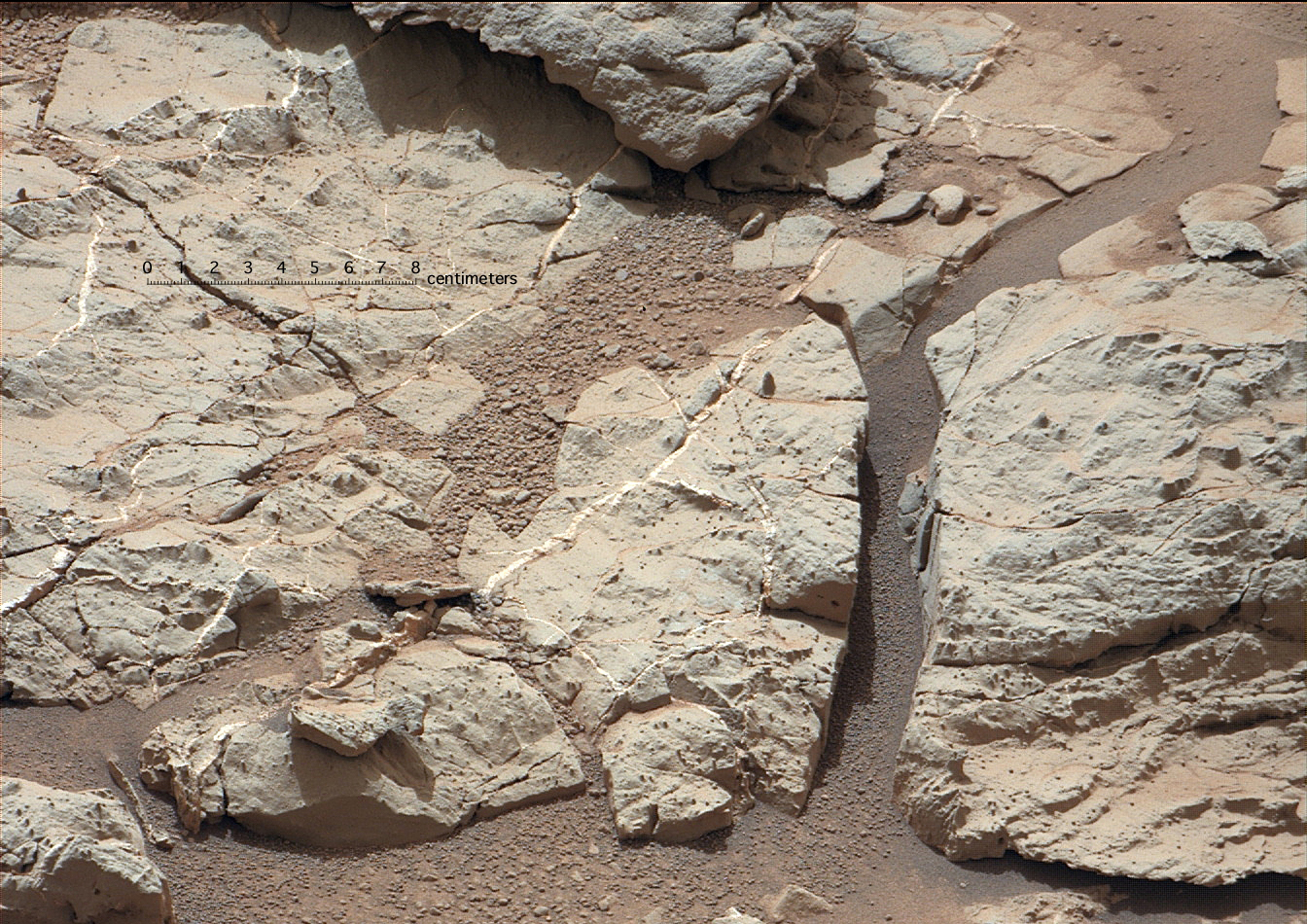
Гірське оголення «Шіпбед» на Марсі, відображене камерою MastCam, що знаходиться на борту марсохода «К'юріосіті» (13 грудня 2012).
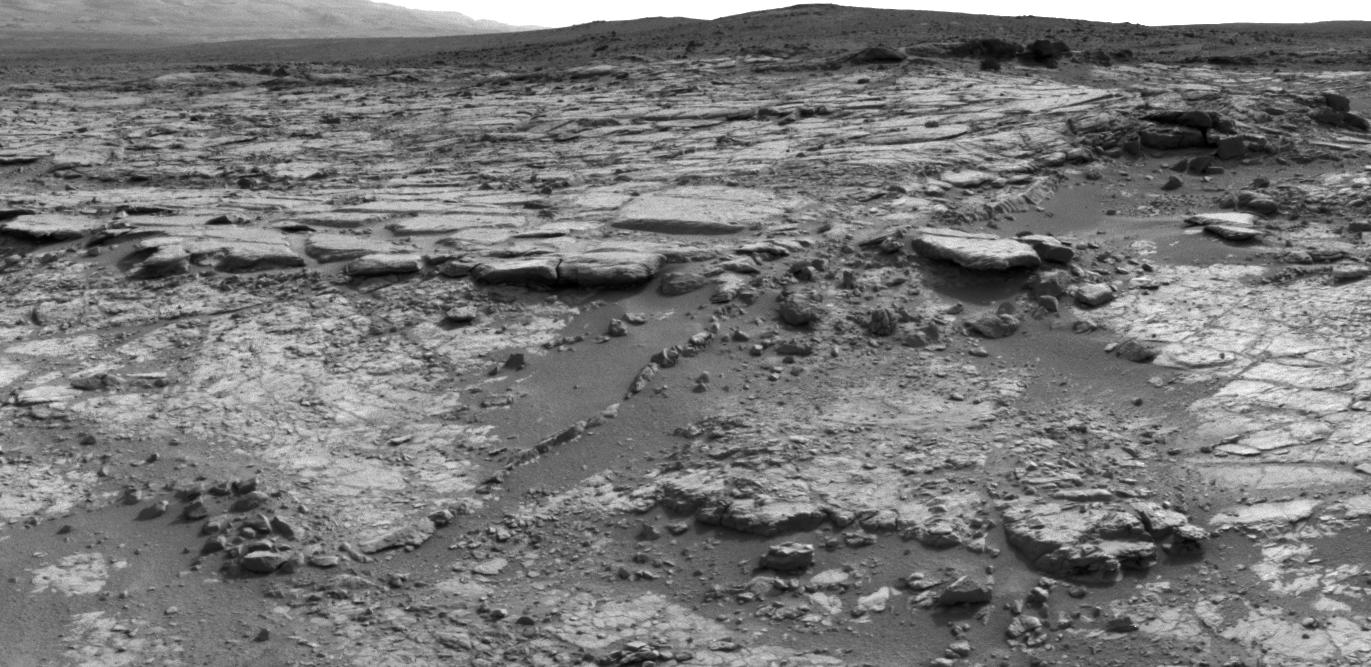
Кам'яні структури «Зміїна річка» на Марсі, зафіксовані марсоходом «К'юріосіті»(20 грудня 2012).
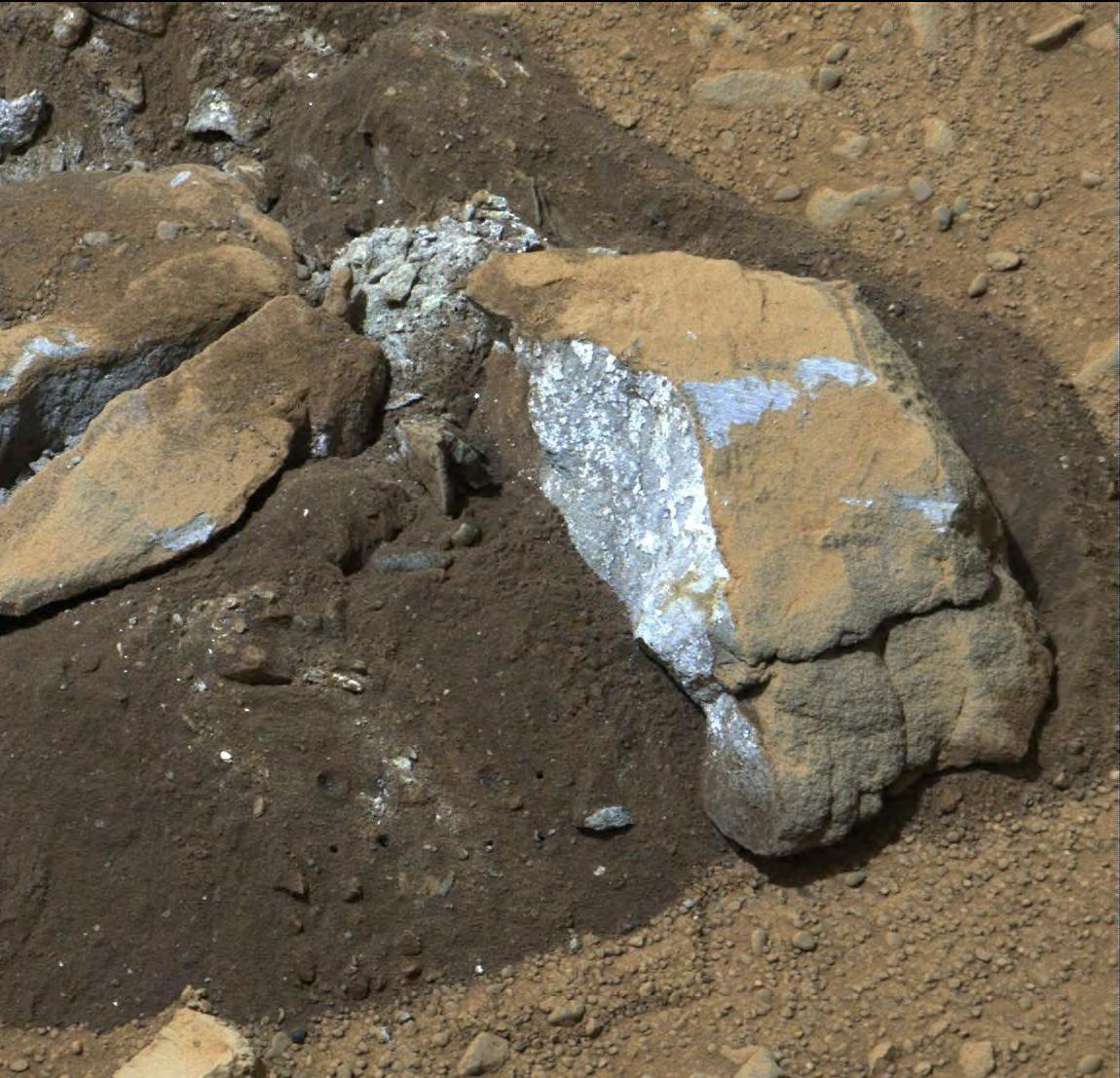
Камінь «Саттон Інлаер» на Марсі - розламаний колесом «К'юріосіті» (31 січня 2013).
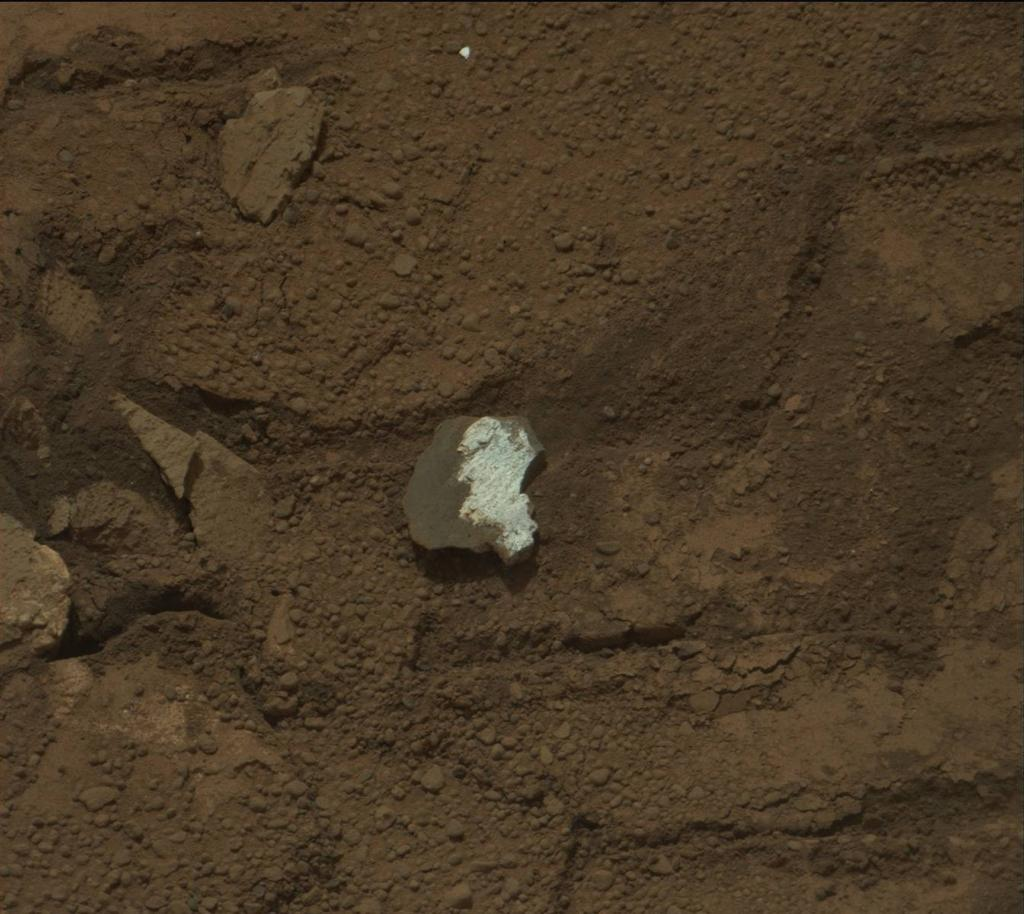
Камінь «Тінтіна» на Марсі - розламаний колесом «К'юріосіті»(19 січня 2013).
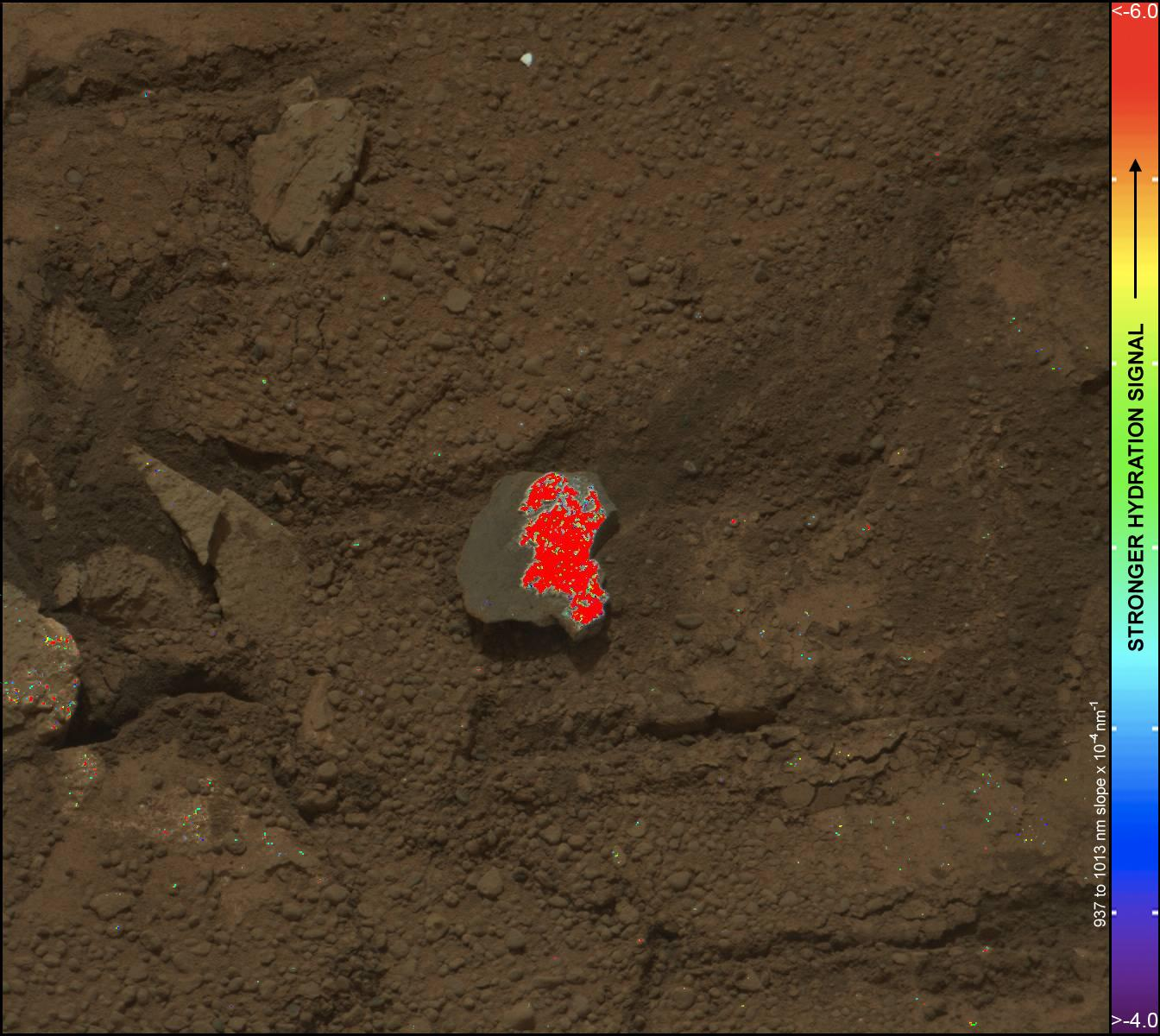
Камінь «Тінтіна» на Марсі - на розламаній частині проводилося його вивчення - камінь зазнавав мінеральної  гідратації (31 січня 2013).
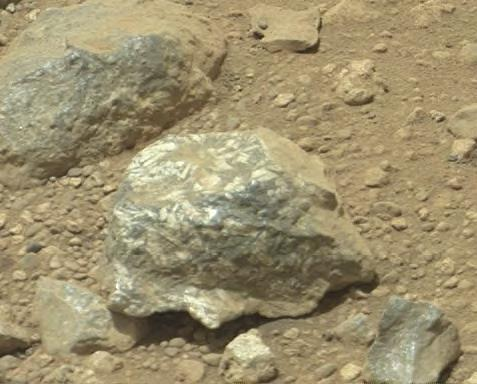
Камінь «Безіменний-01» на Марсі, зображений марсоходом «К'юріосіті» (2 вересня 2012).
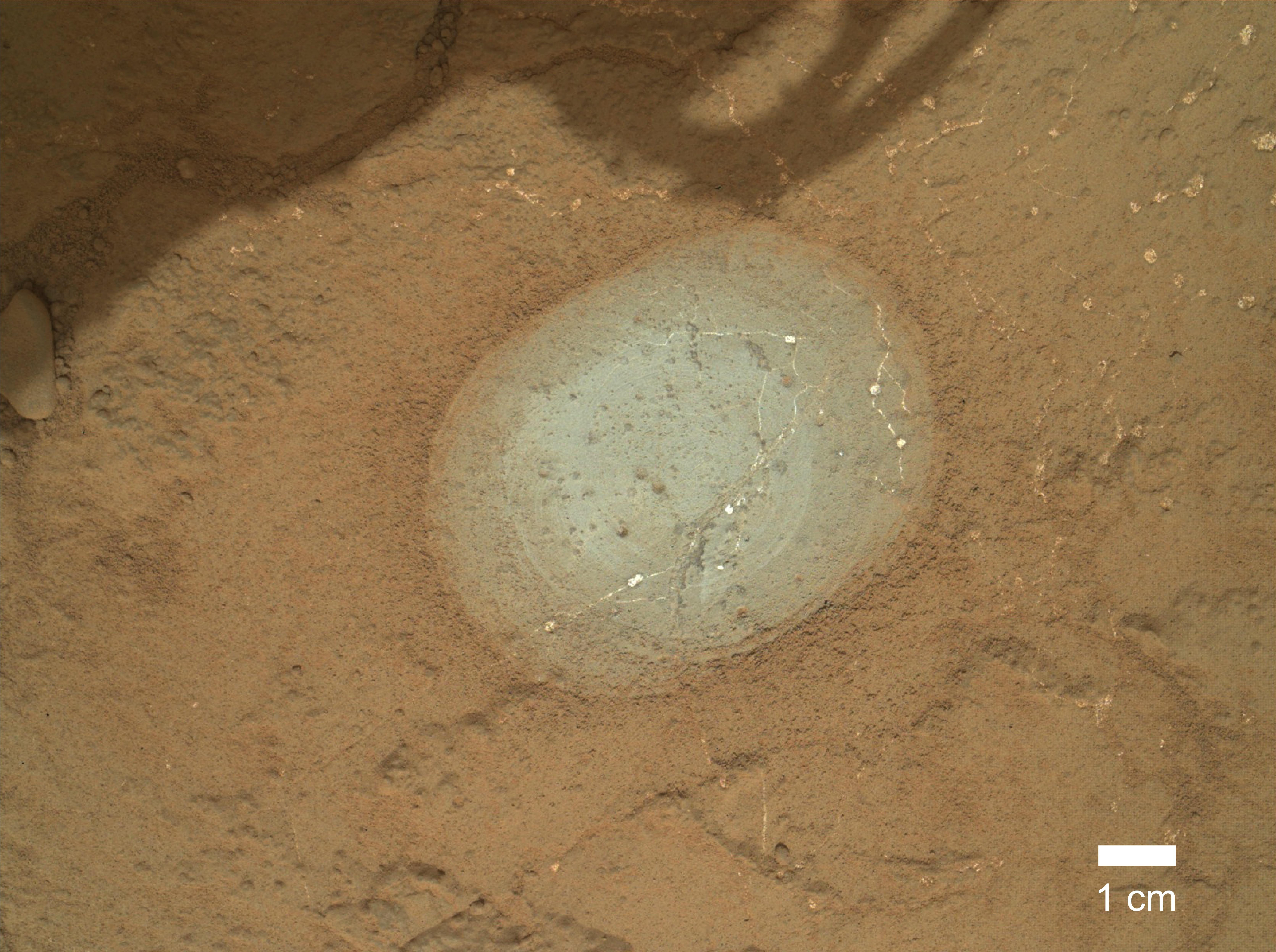
Камінь «Вернек» на Марсі, після очищення поверхні щіткою «К'юріосіті»(26 січня 2013).